# Біг Джо (камінь)

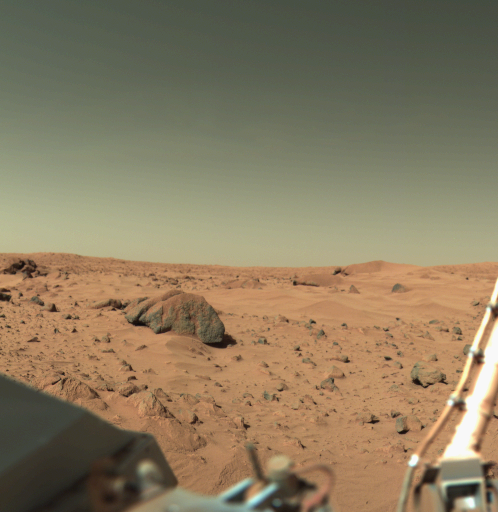
Камінь «Біг Джо» (лівіше центру), відображений «Вікінгом-1» (11 лютого 1978).

«Біг Джо» (англ. Big Joe, МФА: — великий Джо) — камінь, знайдений спусковим апаратом «Вікінг-1» у липні 1976 року. «Біг Джо» був найбільшим каменем, що лежить поруч із «Вікінгом-1». Розміри каменя можна порівняти з розмірами бенкетного стола. «Біг Джо» та інші камені в цій області, можливо, піддавалися вітровії  ерозії. Швидкість вітру в цій області може досягати 7 м/с.

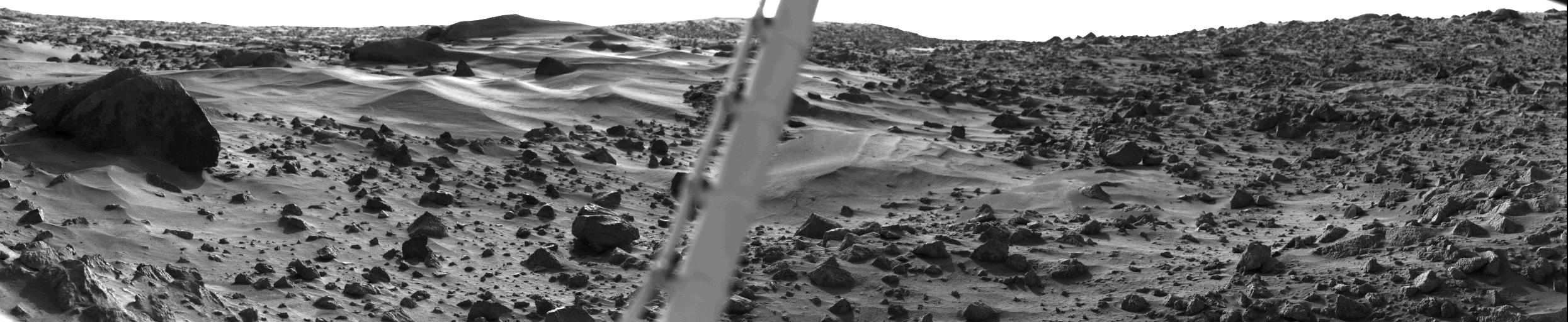
Панорама поверхні від «Вікінга-1». Камінь «Біг Джо» знаходиться в лівому кутку.